# ФК ТПС Турку
ТПС Турку је фински фудбалски клуб из Туркуа. Основан је 1922. и игра у Првој лиги Финске.

## Историја
Овај тим је освојио 8 титула током свог постојања. Био је скоро трећи 1996. и 2007. После испадања 2000, играо је 2 године у 2. лиги али је поново од 2003. у 1. лиги. 2008. је играо у Интертото купу.

## Успеси
- Титуле првака: 1928, 1939, 1941, 1949, 1968, 1971, 1972, 1975
- Куп Финске: 1991, 1994, 2010

## Састав екипе
| Бр. |          | Позиција | Играч            |
| --- | -------- | -------- | ---------------- |
|     | Естонија | Г        | Урмас Роба       |
|     | Финска   | Н        | Јане Веламо      |
|     | Финска   | С        | Виле Лехтонен    |
|     | Финска   | С        | Симо Валакари    |
|     | Финска   | С        | Сами Рахменен    |
|     | Финска   | О        | Мика Еритало     |
|     | Нигерија | С        | Бабатунде Вусу   |
|     | Финска   | С        | Рику Риски       |
|     | Енглеска | Н        | Кристофер Кливер |
|     | Финска   | О        | Патрик Ломски    |
|     | Финска   | О        | Кале Мекинен     |
|     | Алжир    | Г        | Керејдин Зараби  |

| Бр. |          | Позиција | Играч            |
| --- | -------- | -------- | ---------------- |
|     | Финска   | О        | Мико Петелинен   |
|     | Албанија | О        | Албан Ферати     |
|     | Енглеска | С        | Луј Донова       |
|     | Шведска  | О        | Јонатан Јохансон |